# 戦場ロマン・シリーズ
『戦場ロマン・シリーズ』（せんじょうロマン・シリーズ、BATTLEFIELD ROMAN SERIES）は、新谷かおるによる第二次世界大戦を舞台とした戦記漫画短編群である。

## 概要
本作は、『月刊プレイコミック』（秋田書店）にて1977年から1982年にかけて発表された。戦場のロマンと悲哀をシリアスに、時にはコミカルに描いているのが特徴である。
内容的には師である松本零士が執筆した「戦場まんがシリーズ（別名：ザ・コクピットシリーズ）の影響が強かったが、後年になるにつれ独自の作風を確立した。後年、新谷のアシスタントを経験している島本和彦も同じく戦場を舞台にした「BATTLEフィールド」シリーズを執筆している。
1973年3月より松本零士のプロダクション「零時社」に入りアシスタントを2年半務めた新谷が、退社後に描きためた原稿を『月刊プレイコミック』に持ち込んだことが本作発表のきっかけとなった。『戦後70周年記念ムック 漫画で読む『戦争という時代』』（白泉社、2015年8月）のインタビュー記事に拠れば、原稿を「預からせてくれ」と言ってきた秋田書店編集員に「原稿ではなくコピーを持って帰ってくれ」「1週間以内に返答が無い場合は、他社（小学館、講談社など）に持ち込む」と半ば脅しをかけて、連載を取っている。
単行本は1979年8月から1982年12月にかけて秋田書店サンデー・コミックスとして全8巻にて刊行。その後、1988年にハードカバーの豪華版（全5巻）、1996年に文庫版（全5巻）が出版されている。2015年には小学館から戦後70周年出版企画としてコンビニムック版が発売されている。

## 作品あらすじ
以下は、サンデー・コミックス版の収録・発刊の情報。豪華版、文庫版、コンビニコミックスでは構成が異なる。また、豪華版では各話に英題が設定されている。

### 第1巻「凍結戦線」
初版 1979年8月5日（ISBN 978-4253063821）
凍結戦線(A Birth in the Frozen Front)
シリーズ第一作。サムとベンスンは大隊長命令で、冬のアルプス山中に墜落した輸送機（搭乗員は全員無事に生還。墜落した事実を伝達した）から極秘の重要書類を回収してくる任務を受ける。ベンスンは「この戦争は長引く。悪魔の声が聞こえる」と冷たい風の音を聞きながらつぶやくが、輸送機はあっさり見つかる。輸送機の中には脱走ドイツ兵と身重のユダヤ人女性が潜んでいた。ベンスンらは脱走兵を追ってきたドイツ兵と戦闘になるが、戦闘の最中に女性が産気づく。激しい銃声で引き起こされた雪崩のためドイツ兵は壊滅。女性は無事に三つ子を出産。重要書類というのも大隊長宛てのラブレターの束だった。三つ子の誕生日(1945年2月28日)を記録しているサムの側で悪態を付きつつも、ベンスンは「もうすぐこの戦争も終わるかもな。」と呟く。理由をサムに問われると「天使の声が聞こえるから……ね。」と三つ子の泣き声を聞きながら答えた。
鉄十字の鷲と虎(The eagle and the tiger of the Balkancross)
独ソ戦末期、被弾して不時着したメッサーシュミット Bf109の若いパイロットは、赤軍を待ち伏せていたIII号突撃砲を駆る老いた戦車兵と出会う。若いパイロットは戦車兵に自軍部隊まで送ってもらえないかと頼むが、老戦車兵はBf109から分けてもらった分しかガソリンが無いことと、歩兵は100キロメートルくらい1日で歩くことを理由に拒む。話をしてみると、老戦車兵の家族はベルリンの爆撃で亡くなっていた。絶対防衛線を誇っていた空軍ではなかったのか? との老戦車兵の問いに若者は返す言葉も無かった。そして、翼を失った若者と家族を失った老人は、互いの名も知らぬまま最期の戦いに挑む。最期の戦闘直前に老戦車兵は若者を殴って気絶させ、生きろと戦車から突き落とす。それから数十年。再建された西ドイツ空軍の将官にまで上り詰めたパイロットの若者はジェット戦闘機のコクピットから老戦車兵に思いを馳せるのだった。
アルデンヌの白い虎(The White Tiger in Ardennes)
部隊からはぐれた軽駆逐戦車ヘッツァーはエンジントラブルで動けずにいたが、逃亡中のユダヤ人一家にアメリカ軍の近くまで連れて行くことを交換条件にエンジンを修理してもらう。一家を降ろし、帰隊しようとするが、アルデンヌの森の中で道に迷ってしまった。その夜、逃がしたはずのユダヤ人娘が乱暴された風体で現れ、一家が合流しようとしたのがアメリカ軍ではなく、アメリカ軍に偽装したドイツ軍であったことを伝え、息を引き取る。怒りに駆られたヘッツァーは単騎で偽装ドイツ軍の部隊へ突撃して行く。
電光の鷹(A lightning hawk)
ドイツの誇る世界最速の鷹、ジェット戦闘機メッサーシュミット Me262。そのパイロットの中に、連合軍に内通した兄を撃墜するよう命令され、実行した若者がいた。兄の墓前で、若者と平和と鳩を愛する兄の婚約者は出会うが、若者は祖国を守るのは鷹の力であると理解しあえないまま別れる。数日後、新聞記者だった婚約者は最後の特報を数多くの伝書鳩たちに託してスイスに飛ばした。若者の乗るMe262はその鳩の群れとバードストライクをおこす。若者は鷹が鳩に敗れたことに驚愕しながら墜ちていった。
出撃!ゲタばき野郎(Sortie! Guy of a seaplane)
二式水上戦闘機のパイロット水上は、仲間とともに南方での単独作戦を命じられる。霧の中で活動するアメリカ軍の空母を発見した水上は、二式水戦のフロートに魚雷をくくりつけ、魚雷艇のように海上を吶喊するという奇策で空母に挑む。「ゲタ」とは二式水戦に付いているフロートのことを指す。
騎士たちの黄泉(Knights in Hell)
ドイツ空軍ブロッケン少佐は、騎士道に則り、一騎討ちの空戦で強敵を打ち負かすことを目的に夜間戦闘では目立つよう、排気炎を絞らずに飛んでいた。ある日、久しぶりに排気炎を全開にして飛んでいる連合軍機と遭遇する。そして夜空で、二人の「騎士」の「一騎討ち」が始まる。一騎討ちに勝利したブロッケン少佐であったが、味方ドイツ軍から我が物顔で排気炎を見せびらかす連合軍機と誤認され、高射砲によって撃墜されてしまう。

### 第2巻「戦略輸送（キャラバン）333」
初版 1979年9月25日（ISBN 978-4253063838）
戦略輸送(キャラバン)333(Strategic Transport 333)
アメリカ陸軍航空隊のパイロット、ロッキー・チェンバレンとジャック・ホーソンのコンビ物。ロッキーとジャックらは、わざと酒場で喧嘩を起こし懲罰房で兵役期間が過ぎるのを待っていたが、超過荷重の単独輸送飛行の任務を押し付けられてしまう。オンボロのC-47、しかも離陸できたのも不思議なくらいの超過荷重でアルプス山脈越えをしているところに、ドイツ空軍戦闘機隊が襲い掛かってくる。追い詰められたロッキーたちは、レジスタンス向けの積荷を開け武器を持ち出して反撃する。戦闘機隊を全滅させて基地に戻ってみると、武器供与を受けられなかったレジスタンスは奮戦むなしく全滅したとの報告。本来ならば極刑モノのところ戦闘機隊全滅の功績に免じて兵役期間延長の「温情」評決が下されるのだった。
ロッキーとジャックは、スター・システムとして『QUEEN1313』『銀色の照星』といった他の新谷作品にもそのままの名前のコンビで登場している。
復讐の急降下(Nose dive for revenge)
ウォルフガング・ミッターマイヤー少佐はJu 87乗りだったが、対空ロケット砲を増設したソビエト戦車に撃墜された。ミッターマイヤーは無事に脱出したがソビエト戦車兵は捕虜にはせず、ミッターマイヤーを地面に縛り付け、両腕を戦車の無限軌道で踏み潰した。ミッターマイヤーは失血死寸前で味方ドイツ軍に救出されたものの、両腕の無い急降下爆撃機乗りに回すような機体は無く、ベルリン陥落を迎える。老いた整備兵がミッターマイヤーにターボプロップエンジン、2重反転プロペラの試作機を提供する。傍受した無線で件のソビエト戦車兵がベルリンにいることを知ると、ミッターマイヤーは矢も盾もたまらず出撃し、急降下爆撃を加える。しかし降下速度が速すぎ、引き起こしが出来ず試作機もろともソビエト戦車に体当たりすることになってしまう。老いた整備兵は、開戦直後にミッターマイヤーが自宅を誤爆したことで家族を失っており、欠陥の試作機を渡すことでその復讐を果たしたのであった。
出戻り安兵衛(Survivor Yasubee)
特攻要員でありながら安兵衛は毎回帰還してくる。しかも毎回戦果を挙げて。大阪の菓子屋の息子である安兵衛は帰ってくると出撃までの合間に饅頭を作って基地内に振舞い、出身の違う兵の感想から饅頭の味について研究を重ねていた。司令はそんな安兵衛から落下傘を取り上げ、爆弾を投下できないようにまでするが、それでも帰ってくる安兵衛を一方的に叱責し、かばった直掩隊の藤本まで特攻隊に入れてしまう。そんな中で訪れた終戦。納得いかぬまま飛び出した藤本機のエンジンを撃ち抜いて止めた安兵衛だったが、自らは故障で直進飛行しかできなくなり、落下傘降下もできず、ついに戻れなくなって雲の中へと消えていった。
Oh ラッキーガール(Oh Lucky Girl)
ロッキー・チェンバレンとジャック・ホーソンのコンビ物。太平洋戦線で爆撃任務に就いているロッキーとジャックが乗るB-25「ラッキー・ガール」のノーズアートは死んだ仲間が描いた物だったが、新任の司令官はそんな縁起担ぎはやめて防弾板を張り付けろと命令する。押し問答の末、足だけは隠さずにすんだ「ラッキー・ガール」は、零戦隊が待ち受ける大空へと飛び立つ。任務は果たしたものの、満身創痍な上に未投下弾まで抱え込んでいたが、ロッキーは「ラッキー・ガール」の足が無傷なことを確認すると恐れることなく着陸を敢行する。「ラッキー・ガール」は無事着陸し、防弾板を引っぺがしてみると、被弾の衝撃で塗装が環形に剥がれたその姿は、後光をまとった女神に昇格していた。
ハリケーンキャット(Hurricane cat)
夜間にホーカー ハリケーンをフェリーフライトしてきたのは、女性のカトリーヌ・ストレイカー少尉だった。しかし、そのハリケーンに乗るべきパイロットはしばらく前のドイツ空軍の攻撃で死んでいた。少尉は夜空を見上げ「でも敵討ちはできそうね」とハリケーンに乗って飛び立つ。ドイツ機襲来の警報が流れたのはその直後だった。カトリーヌは夜空の中で次々と敵機を見つけ、撃墜していく。基地のコマンスキー中尉はそんなカトリーヌに興味を持つ。
イカロスの飛ぶ日(The day Icarus flies)
大日本帝国海軍航空隊の試作高高度戦闘機キ-888は、パイロットの神崎や開発者の平野らの苦難の末、上昇限度18,000 m（設計値）、30mm機関砲ホ155をプロペラ軸内に装備という、アメリカ空軍の高高度爆撃機B-29を撃墜できるほどの高性能を得た。しかし、既に日本にはキ-888を量産するだけの国力も資源も無く、キ-888の開発中止と試作機は解体して既存量産機の部品とされる決定が通達される。同じ頃、神埼の許婚・優子もまた、抗生物質の不足などから治せるはずの病でその命を終えようとしていた。そして神崎はアクリルのケースを作り、ケースに入った優子の魂と一緒に不用となったキ-888に乗り、どこまでも高く飛んで行った。

### 第3巻「幽霊戦闘機（ゴースト・ファイター）」
初版 1980年1月15日（ISBN 978-4253063845）
幽霊戦闘機(A ghost fighter)
バトル・オブ・ブリテンの最中、イギリス空軍司令部は見慣れぬ戦闘機との交戦報告を受ける。その機体はヨーロッパにはいないはずの零式艦上戦闘機だった。技術交換のため、日本からパイロットの東郷と技師の高田がドイツに来たのである。意気揚々と帰還し、零戦の航続距離の長さを誇る東郷と高田にドイツ空軍のシュナイダーが、「その航続距離の長さ、機動性の高さは、すべてパイロットの安全を犠牲にした重量軽減にある」と指摘する。高田は防弾装備を施すと重量が増えることを東郷に確認するが、東郷は「ベテランは重量増加を腕でカバーするし、新兵は防弾装備で生き延びる可能性が増えれば、そのうちベテランになる」と積極的ではないものの肯定的な反応だった。だが、その東郷が空戦で負傷。幸い軽症なことに安堵する高田に対しシュナイダーは「技術者は気楽でいい」と痛罵する。
翌日、高田と零戦がドイツ空軍基地から消えた。ドーバー海峡で高田の零戦とイギリス空軍機が空中戦をしているというのだ。東郷とシュナイダーがBf109で駆けつけ、零戦を救う。基地に降りた高田は「これで先制の一撃を受けてもだいじょうぶだ」と防弾板設置の技術仕様書を東郷に渡す。「だが、風防に一発食らった。強化ガラスの研究を……」それが、高田の最後の一言だった。
飛ぶ日に…(Old goggles never tell any more…)
ある漫画家が手に入れた、血のついた航空眼鏡。それは米軍爆撃機の誤爆で妻マルグリットを失ったドイツ航空兵クライマーのものだった。復讐に燃えて夜間空戦を戦い、次々と米軍機を撃墜する彼の眼前に、米航空兵が持っていた女性の写真が張り付く。その容姿がマルグリットと瓜二つなことに愕然としたクライマーは、一瞬の隙を突かれて撃たれ、ついに力尽きて夜空に消えた。そして、航空眼鏡はクライマーの怒りも無念もそれらをこめた戦いの夜も、決して語ることはないのだった。
本作はプレイコミック誌への持ち込み原稿として執筆され、（上記のような経緯で）採用どころか連載まで決定したという経緯を持つ。
砂に棲む鮫(The shark in the desert)
1943年のサハラ砂漠。何が真実なのか疑わしいこの不毛な大砂漠のどこかに、連合軍の秘密補給所「カームのオアシス」があった。そこに派遣されたスパイクは、シャークマウスが描かれたP-40を駆って補給所を守るスタンレーと、彼の宿命のライバル、シュピーゲルとの、真実なのか疑わしい空戦を目撃する。
バーボン・ベア(豪華版に収録されず)
英空母アイアン・ベアは、ドイツ戦艦ビスマルク追撃の任に着いていた。アイアン・ベアには腕は良いが酔っ払いのソードフィッシュ乗りヨイドレーがいて、そのため「バーボン・ベア」と呼ばれていた。艦長はこれを恥じ、作戦前にヨイドレーを営倉に閉じ込める。ビスマルクの熟練艦長の指揮にイギリス軍は有効な攻撃を加えられずにいた。そこへ営倉を抜け出し、バーボンの小瓶片手にヨイドレーが現れる。「戦艦も女も同じだ。尻に一発くらわせれば、腰が砕ける」と背後から雷撃を行い、自身のソードフィッシュは撃墜されながらもビスマルクの足を停めることに成功する。その後、イギリス海軍の攻撃で、ついにはビスマルクも沈む。海上を漂いながら、副操縦士は「ビスマルクって男の名前ですよ。オカマ掘ったようで……」
大元帥になった男(豪華版に収録されず)
ある日、アメリカ軍従軍料理人と料理助手は呼び出され、立派な軍服を着せられて輸送機に乗せられる。その輸送機は撃墜され、2人はドイツ軍の捕虜になってしまう。実は料理人、アメリカ軍のある元帥に瓜二つだったのだ。料理人と助手は古城を利用したドイツ軍の補給所に捕虜として軟禁され、尋問を受けるが、何も知らない料理人のこと。兵隊たち個人個人が食べるパンの数は知っていても、戦略などについてはまったく知らない。ドイツ軍は「さすがは元帥、口が堅い」と勘違いしたまま。レジスタンス女性の手引により監禁されている部屋から逃げ出し、古城の中を巡るうちに、古城に秘匿されていた貴腐ワインの伝導パイプを見つける。料理人は、連合軍との戦闘準備で燃料補給を行う戦車隊の燃料パイプに貴腐ワインを流し込んだ。糖度の高いワインを燃料に混ぜることでエンジンを焼き付かせるのだ。目論見通り、戦車隊はしばらくして動けなくなり壊滅。その砲火はさながら夜空に咲く花火のようで、花火にワインに古城という、少々場違いな風流景色となった。
ガラスの牙(Tusk of Glass)
ドイツ軍航空偵察兵ヴァウは、かつては少々知られたカメラマンだった。そんなヴァウを元同僚エンゲルは「お前は戦場の地獄絵図を楽しんで撮っている」と非難し、単身マッターホルンの山岳写真を撮りに出かけるが撃墜される。エンゲルの言葉が耳から離れないヴァウは、空軍の命運を賭けた偵察飛行の帰りに山にカメラを向ける。だが、そのカメラをヴァウの頭ごとレジスタンスの狙撃が射抜くのだった。

### 第4巻「暗黒戦士」
初版 1980年2月10日（ISBN 978-4253063852）
暗黒戦士(Night pilots)
ドイツの夜空には、P-61「レディX」が猛威を振るっていた。自身もレディXに辛酸を舐めさせられてきたマンハイムは新型機He 219を受領。暗黒の夜空で、戦士がレディXとの一騎討ちに挑む。レーダー性能では劣っているHe 219だったが、マンハイムはアルミ箔のチャフを空中に撒くことでレーダーを無効化する。自らの姿をマンハイムのレーダーから隠すべくレディXはチャフの中に紛れ込むが、機体が発光し始める。マンハイムはアルミ箔にマグネシウム（閃光粉）をまぶしていたのだった。
狼たちの詩(Wolves' Verses)
ドイツ海軍Uボート「U88」と駆逐艦の死闘。虚々実々の駆け引きの果てにかろうじてU88が勝利するものの、その時ドイツは無条件降伏を受け入れて、勝負に勝って戦争に負ける形となってしまった。
風の十字架(The Duel by the Windmill)
数奇な運命に操られ、風車小屋に立てこもるドイツ軍狙撃兵と、日系アメリカ人狙撃兵が共に三八式歩兵銃で撃ち合うことになる。そして、銃声が途絶えたあと風がやんで静止した風車は、まるで十字架のように見えた。
戦闘親衛隊(Waffen SS)
サヴェージ少尉らアメリカ軍捕虜を連れたヴェッケル少尉率いるドイツ武装親衛隊はある村にやって来るが、村の様子がおかしい。村はアメリカ、ドイツ両軍の脱走兵からなる武装山賊に脅されていたのだった。義憤に駆られたサヴェージとヴェッケルは力を合わせて山賊退治に乗り出す。
一角獣(ユニコーン)の丘(Unicorn's Hill)
ロッキー・チェンバレンとジャック・ホーソンのコンビ物。暗号名「一角獣」ことドイツ軍の列車砲破壊を命じられた英軍コマンド部隊を輸送するロッキーとジャック。だが機は撃墜され、コマンド部隊は全滅。ロッキーとジャックは徒手空拳から列車砲の破壊を試みる。
遠いのろし(A Far Away Beacon)
ドイツは降伏し、欧州戦線は終戦したある日。アメリカ軍の輸送機乗りジョーとフリーに、幼馴染のバリーを運ぶ任務が命じられた。つかの間の再会を喜ぶ三人。だが、歳月とともに変わっていたバリーは、近々太平洋戦線で使用される予定の機密兵器資料を共産側に流そうとしていた。バリーがスパイであるという連絡を受けたジョーとフリーは密かに引き返そうとするが、バリーに撃たれてしまう。バリーは落下傘で脱出するが、その落下傘は開く事なく、狼煙のように細長く伸びて落ちていった。瀕死のジョーとフリーが落下傘の縫い目からナイフを突き入れ、糸を切っていたためだった。

### 第5巻「現金特攻隊（キャッシュ・アタッカー）」
初版 1980年5月30日（ISBN 978-4253063869）
現金特攻隊(Cash Attacker)
アメリカ兵のブルとハリーは、銀行強盗を行っていて逮捕されたが、懲役の代わりに兵役に就いた変わり種。二人はドイツ軍が秘匿する金塊を強奪し、脱走することを企てて、ハリーに金塊の情報を教え一緒に逃げようとする女性バレリーやドイツ軍に両親を殺された幼い兄妹と共に、奪った金塊を奪ったドイツ軍戦車に積んで、一路中立国であるスイスを目指す。
疫病船(An epidemic ship)
倉田艇長が率いる二式大艇は潜水艦の駆逐とパトロールが任務だった。ある日、病院船への攻撃命令が下される。病院船とは仮の姿で新型コレラを開発していた生物兵器研究施設であり、誤って新型コレラが蔓延してしまったためだ。倉田は「疫病船は焼き捨てるしかない、後は海が清めてくれる」と嫌々ながら任務を果たしたが、数日後、二式大艇の乗員が次々と倒れる。病院船の新型コレラが死体を喰った魚を媒介に、魚を釣って食った二式大艇の基地将兵にも蔓延してしまったのだ。魚が嫌いで箸をつけずに唯一生き延びた倉田は、疫病を焼き捨てるため、二式大艇の自動操縦を基地の燃料庫に向けてセットすると「疫病船を焼き捨てても海は清めてはくれん、そんなに世の中うまくいかねぇ」と十四年式拳銃を己の頭に向けて引鉄を引いた。
ビバ! シスター!(Viva Sister)
ロッキー・チェンバレンとジャック・ホーソンのコンビ物。乗機を撃墜されたロッキーとジャックが漂着したのは、シスターばかりの島。この島は海賊に狙われていた。ロッキーとジャックは墜ちた乗機から救命ボート、エンジン、プロペラ、魚雷、小銃、手榴弾を取り出して即席の武装ホバークラフト艇を組み立て、反撃を行う。
戦場ブルース(Combat blues)
南方の孤島。日本軍の切り込み夜襲は、日米両軍の相討ちで終わった。生き残りのラッパ手は瀕死の部隊長に何か内地の曲をと請われ「五木の子守唄」を吹く。それを聞いていた米軍中尉は、どうしても引鉄をひけなかった。後日、洞窟に立て籠もって抵抗するラッパ手たちに対し、中尉は苦渋の決断で火炎放射による掃討を行う。その炎の中で、再び「五木の子守唄」が響く。後年、音楽プロデューサーになった中尉は、あの日々、戦場で聞いたあの曲が最高のブルースだったと回想するのだった。
白い葬送曲(Emblem of Edelweiss)
エーデルワイスの花のエンブレムを付けたドイツ軍狙撃兵シュピッツは、機密情報を持って逃げる男を追っていた。その男とは、戦前、バイアスロン競技でライバルだったフィンランドの選手キャンベルだった。雪の中、命がけのバイアスロンが始まる。バイアスロン選手として技量の高かったキャンベルは、シュビッツの胸を撃ち抜く。キャンベルは最後のチャンスと、弾丸1発と照準が狂うように銃身をよく冷やした狙撃銃を手にすると瀕死のシュビッツを残して立ち去ろうとした。防寒用に持っていたコニャックを銃身に振りかけ火を点した狙撃銃でシュビッツは振り返ったキャンベルの額を撃ち抜く。自分は兵士になってしまったがキャンベルは最後まで選手だったのかと、死んでもキャンベルの後を追うことになるシュビッツは思うのだった。

### 第6巻「狼の回帰線」
初版 1980年12月1日（ISBN 978-4253063876）
狼の回帰線(The Tropic of Wolves)
アメリカ海軍の魚雷艇PT007の搭乗員を主役としたシリーズ。セレベス海のどこかにあると言われている「狼の回帰線」。そこは、海流が不安定で各国の潜水艦の墓場となっていた。そこに迷い込んでしまった魚雷艇PT007は、廃棄された潜水艦から流れ出た機雷のために身動きもままならない。やがて、凪となり機雷同士、機雷と潜水艦が接触して爆発をし始める。機雷源はほんの数十メートル。廃棄潜水艦の中の一隻にカタパルト搭載の伊四〇〇型潜水艦を見つけた一行は、一か八か、魚雷艇PT007をカタパルトで機雷源を飛び越えさせる。
牙の海流 PT007(PT007 Waiting for D day)
魚雷艇PT007のシリーズ。オーバーロード作戦支援の為にヨーロッパに転戦してきたPT007一行。ドイツ軍の多くは連合軍はカレーから上陸してくると思っていたが、ノルマンディー上陸を予想するUボート艦長もいた。BBC放送がヴェルレーヌの「秋の歌」第一節の前半分を放送し、ついに上陸作戦が始まる。上陸艇を待ち受けるUボート群に対抗できるのはPT007のみ。しかし、PT007には潜水艦を攻撃するための爆雷は積んでいなかった。戦闘中のPT007の中でする事も無いアナポリスを卒業したばかりのペーペーのお飾り艇長が、なんと魚雷の先頭部分に砂嚢を括り付け、下に向かって魚雷が進むようにしてしまった。艇を取り仕切る軍曹たちの呆れ顔を尻目に、爆雷よりも沈下速度の速い砂嚢付き魚雷にUボート群は回避もままならず撃沈されてゆく。
虎鮫海峡(The Strait of Tiger Shark)
魚雷艇PT007のシリーズ。日本海軍との戦闘に加わっていたPT007は被弾して、南洋の島へと漂着した。その島では「海の神」が村人に食糧と若い女を差し出させようとしていた。その「神様」が偽装した上陸用舟艇を使った海賊だと見抜いたPT007一行は、神様相手に銃口を向ける。
炎の墓標(Pilot's Gravestone is a Piller Flames)
ブリストル ボーファイター乗りの凄腕パイロットのギブソンは、実は夜盲症を患っており、ほとんど眼が見えなくなっていた。ついに味方潜水艦を誤爆してしまい戦闘任務を外されたギブソンだったが、Uボート基地攻撃に強引に同行、魚雷の走行音だけを頼りに基地へと突入して、炎の墓標と化すのだった。
2700サイクルの女(The Woman of 2700 Cycle)
東京ローズのように、ロンドンからドイツ軍向けプロパガンダ放送を行う女性、通称ジャーマン・ローズ。いつからか弱々しい電波ながらもベルリンから連合国側向けプロパガンダ放送が2700サイクルから聞こえてくる。赤軍がなだれ込んできたベルリンからの生放送は、彼女が幼い頃に聞いた母の「グリーンスリーブス」の歌声だった。
孤独の虎(A Lone Tiger)
吹雪の東部戦線。互いに部隊からはぐれたティーガーIとT-34が遭遇。互いに無限軌道が破損し動けず、凍り付いて砲塔も旋回できない状態で、にらみ合い、牽制しあい、そしてついに長く寒い夜が明けた。相手よりも先に砲塔を旋回させようと氷を砕き、ほぼ同時に旋回と発砲。しかし、砲身に雪が詰まって凍結しており、双方とも暴発によって自滅した。そして、残骸と屍の上に、また吹雪が吹き荒れ始めるのだった。

### 第7巻「グルマン定期便（グルマンライナー）」
初版 1981年6月10日（ISBN 978-4253063883）
グルマン定期便(Gourmand Liner)
ロッキー・チェンバレンとジャック・ホーソンのコンビ物。例によって食糧の輸送任務に就くロッキーとジャック。輸送機のコンパスは壊れていたものの、無事に飛行場に着陸……と思いきや、そこは目的の飛行場とは正反対にあるドイツ軍の飛行場であり、V2ロケット燃料の精製工場だった。大量の小麦粉以外の武器は無いにも関わらず、ロッキーとジャックは脱出と工場破壊を試みる。
双頭の鷲の空(The sky double eagle fought)
大玉 金一郎、大玉 金二郎は一卵性双生児の兄弟。二式複座戦闘機（甲型）に二人で乗って防空任務に当たっていたが、機体性能は主に武装面で非力であった。やがて、待望の機首武装を大型のホ203に換装し、操縦席後部キャノピー上に斜め銃を装備した丁型が配備されてくる。丁型の初戦で戦果を挙げたものの、斜め銃が脱落したため、後席にいたほうが死亡。基地で生き残ったのはどちらだと問われるが、自分は金一郎でもあり金二郎でもあるとしか答えられなかった。
白骨の吠える丘(The bones howling hill)
40mm機関砲を積んだハリケーンIIDで砂漠の空をゆくヘンドリー。彼のささやかな楽しみは、砂漠の廃墟に着陸し、そこの泉で一服することだった。だが、その一服をドイツ戦車兵と、遺跡に眠る無数の白骨が邪魔する。
ジーク・リンデンの男(Hidden Platinum)
大戦末期。バイヤー中尉の派遣先、ジーク・リンデン基地には甲冑を着こんで着任した中尉に騎士叙勲を行うゼアラー大佐と従卒エルマーがいるだけだった。エルマーの言では大佐は基地防衛用に一個戦闘機大隊を要求したのだという。連合軍の進路からも外れており、戦略的価値もなさそうな基地に連合軍が向かってくる。実は気が触れたふりをしていただけだったゼアラー大佐がその理由を話す。この基地の滑走路は白金（プラチナ）のインゴットを敷き詰めて作ってあるのだった。敗戦濃厚となった総統は自己保身のために、この白金を連合軍に渡そうとしていたのだ。この白金はドイツ国民のものであり、独裁者にも連合軍にも渡さない。ゼアラー大佐の最後の命令、それは滑走路に仕掛けた爆薬を空から起爆させることだった。
ラプンツェルの神話(Myth of L'Penzel)
Fi 156を駆り、金次第で誰でも逃がすドイツ兵「逃がし屋フリッツ」に、娘を人質に捕られて総統暗殺を要求された老将ウィーゼルが救出を依頼する。その娘は、昔話のラプンツェル同様、高くそびえる山塞に囚われていた。
王者（ファラオ）の砂丘(Pharaoh's Sand Dune)
ファラオの地エジプト侵攻を目指すハンセンたちの前に、ドイツ本国からのグライダーが不時着する。その中には試作品の最新最強戦車の車体と、技師が乗っていた。車体だけでは話にならんというハンセンに、技師は砲塔を乗せたもう一機のグライダーを捜すよう頼む。そのもう一機が見つかったとき、最強の虎が砂漠に吼える。

### 第8巻「複合戦線」
初版 1982年12月5日（ISBN 978-4253063890）
複合戦線(Complex front)
戦隊からはぐれた一式陸上攻撃機はオンボロで、飛行中にエンジンが脱落するような機体だが、乗務員のほうも隻眼のパイロットや方向音痴の航法士など。同じく単独で飛行中のB-25と遭遇し、爆撃機同士で空中戦を行い双方とも被弾不時着。そこは最前線が入り組んで各国の飛行機が墜落した島だった。不時着で日米ともに負傷者もなく、取っ組み合いの戦闘になるものの……実は米軍は機体のフェリーフライト任務で搭乗員は全員女性。強気な女性機長はジュネーヴ条約を楯に、まっとうな捕虜待遇を要求してくる。
時は流れて、戦後。仲睦まじい元副機長同士の隣家では夫婦喧嘩が行われ「ジュネーヴ条約違反」の声が……
閃光の大空(Flash in the sky)
雷電に乗り東京上空に飛来する爆撃機を迎撃するパイロット。花火職人の家に育ったパイロットは、火薬の知識を得るために英語を勉強したものの、無線で聞こえてくるのは日本の悪口ばかり。そして雷電とP-47（サンダーボルト）の「雷」同士の防空戦のさなか、高射砲も届かないはずの6000メートルの高空に、父の作った花火が打ち上がる。
黒い魔笛(Satanic Pipe Organ)
今夜も連合軍の夜間爆撃が行われる。先導するのは夜間飛行の達人メイスン。だが、彼には「最愛の姉が恋人と愛を交わしているのに耐えられず、二人を射殺してしまった」という過去があった。その過去、そして姉の断末魔のあえぎを忘れられない彼の耳に、そのあえぎと似た音が響く。メイスンは錯乱し、目標手前の廃墟となった教会へ激突し炎上。後続の爆撃隊はその炎を目標と誤認し爆撃を開始。離脱コース上にあった本来の目標地からの対空砲火によって全滅してしまう。
クラッシュUSA ※シリーズ外読み切り作品（『プレイコミック』1979年7月号掲載）(豪華版に収録されず)
砂の薔薇のプロトタイプ的な作品。日系女性4人からなる特殊作戦チームKISSの活躍を描く現代物。
大量の金塊を市場に放出することで、アメリカ経済を壊滅させるというテロ計画。その重量から持ち出すことも出来ず、テロリストを殲滅するわけにもいかず。KISSチームは一計を案じて組織の地下金庫を狙う。
暴走（つっぱり）ホリック ※シリーズ外読み切り作品（『プレイコミック』1981年11月号掲載）(豪華版に収録されず)
ファントム無頼、エリア88の登場キャラクターをスター・システムとして登場させた現代物。
交通法規を無視して走ることはあっても、それ以外の犯罪には手を染めなかったバイク暴走グループ『青騎士』。グループが大きくなるにつれ下のメンバーの制御が効かなくなり、ついには若手メンバーによる強姦事件を引き起こす。グループのルールに則りチキンゲームでそのメンバーを殺害（事故死）に追いやり、グループのリーダー小林旭（こばやし・あきら）はリーダーを降りた。時は流れ、旭は郵便局員となっていた。
ある時、旭の妹の彼氏、勉（つとむ、通称ベン）が旭に勝負を挑んでくる。勉はかつて強姦された小夜子の弟だったのだ。勉のスカGと旭の郵便カブによる町中レースが行われる。

## LP/カセット
1982年10月に、キャニオン・レコードより『戦場ロマンシリーズ』としてイメージ主題歌とドラマを収録したLPレコード、カセットが発売されている。
A面
1. 永遠の旅人
BGM、作曲：神尾明朗
2. イカロスの飛ぶ日
配役
神崎（古川登志夫）、優子（麻上洋子）、平野（三ツ矢雄二）、医師（野島昭生）、ナレーション（古谷徹）
3. 「星座になりたい」
歌：スラップスティック、作詞：小林和子、作曲：小六禮次郎

B面
1. 気分はSpring
BGM、作曲：神尾明朗
2. 凍結戦線
配役
サム（三ツ矢雄二）、ベンスン（古谷徹）、ドイツ兵（古川登志夫）、女（麻上洋子）、無線の声・大隊長（野島昭生）、ナレーション（曽我部和行）
3. 「白いエンジェル」
歌：スラップスティック、作詞：小林和子、作曲：小六禮次郎